# Bálint Hóman
Dans le nom hongrois Hóman Bálint, le nom de famille précède le prénom, mais cet article utilise l’ordre habituel en français Bálint Hóman, où le prénom précède le nom.
Pour les articles homonymes, voir Homan.
Bálint Hóman ([ˈbaːlint], [ˈhoːmɒn]), né le 29 décembre 1885 à Budapest et mort le 2 juin 1951 à Vác, est un historien et homme politique hongrois. Sa carrière politique a pris une orientation pro-allemande au milieu des années 1930, et il a agi en faveur de l'élaboration des « lois juives » de numerus clausus (1938-1939) et participé au régime fasciste de Ferenc Szálasi (1944-1945), qui a déporté une grande majorité de la population juive hongroise durant la Seconde Guerre mondiale.

## Carrière d'historien
Bálint Hóman, fils du professeur de philologie hongroise Ottó Hóman (hu), obtient un doctorat à l'université des sciences de Budapest, puis en 1915 est nommé directeur de la bibliothèque de l'université. En 1922 il devient directeur de la Bibliothèque nationale Széchényi, puis en 1923 directeur du Musée national hongrois. De 1925 à 1931, il est professeur d'histoire hongroise à l'université de Budapest (alors appelée université Pázmány Péter). Il est à son époque l'un des principaux chercheurs dans le domaine de l'histoire médiévale hongroise.
Il adopte au début dans ses ouvrages le point de vue et la méthode du positivisme, puis ceux de l'histoire des idées, tendance qui insiste sur le rôle historique des facteurs idéologiques et psychologiques et qui, même si elle est à présent dépassée, lui a permis à plusieurs occasions d'arriver à un point de vue encore valide aujourd'hui. Il veut ainsi aller au-delà de la description des événements politiques, et favorise une approche plus moderne décrivant la société et l'économie, tout en cherchant à faire de l’« esprit de l'époque » une notion objective.

## Carrière politique
Il est ensuite ministre des Cultes et de l'Enseignement public (vallás- és közoktatásügyi miniszter) de 1932 à 1938 sous les gouvernements Gömbös et Darányi, puis à nouveau sous les gouvernements Teleki, Bárdossy et Kállay de 1939 à 1942.
Il est député de Székesfehérvár à la Chambre des représentants à partir de 1932, membre du Parti de l'unité nationale puis de son successeur le Parti de la vie hongroise (Magyar Élet Pártja). C'est grâce à son influence que cette ville présente dans les années 1930 un développement économique et culturel exceptionnel : mise en valeur des restes du passé médiéval (Jardin des Ruines), mairie actuelle, équipements sportifs et scolaires, industries (futurs Videoton (en), Ikarus, etc.).
En tant que ministre, il réforme l'organisation de l'enseignement : en 1934, il unifie les programmes de l'enseignement secondaire (auparavant divisé en établissements littéraires et scientifiques : humán et reál), et en 1940 il instaure le système d'école à huit classes (nyolcosztályos : primaire et collège ensemble), réellement mis en place plus tard en 1945 après la chute de Ferenc Szálasi, et qui est encore aujourd'hui celui de la Hongrie,.
Tout en créant un enseignement encore plus patriotique et une administration académique de type totalitaire, il défend aussi les possibilités d'élévation sociale des élèves talentueux issus du monde rural.

### Antisémitisme
Mais il représente de plus en plus l'orientation pro-allemande.
Il va au-delà de l'antisémitisme ordinaire des milieux aristocratiques de son époque : il a un rôle d'initiative et de préparation dans les « lois juives » de 1938 et 1939, qui limitent l'accès aux professions et aux études (numerus clausus) ainsi que les droits civiques de ceux qu'elles définissent comme Juifs. Il vote à deux reprises en faveur de ces lois, puis demande même qu'elles soient renforcées, déclarant dans un mémorandum de 1940 qu'« on ne peut tolérer de Juifs dans aucune position de pouvoir, que ce soit dans l'administration, dans la magistrature, ou dans les écoles ». Il décide aussi, de sa propre autorité de ministre, de limiter l'accès des Juifs à l'enseignement secondaire alors que la « loi juive » de 1939 ne concernait que l'enseignement supérieur, et dans les quatre lycées où la forte proportion de Juifs rendait cela impossible à réaliser en pratique, il impose des classes séparées.
En mars 1944, peu avant que l'Allemagne n'envahisse la Hongrie et deux mois avant les déportations vers Auschwitz, il signe encore avec 29 autres députés un mémorandum exigeant de préparer l'expulsion des Juifs.

### Alliance avec l'Allemagne
Voyant dans l'alliance avec l'Allemagne l'espoir d'empêcher l'invasion par celle-ci, il fait partie du groupe des députés qui veulent empêcher la sortie de la Hongrie de la guerre.
Lorsque l'armée allemande envahit finalement la Hongrie à la mi-mars 1944, il proteste auprès de l'ambassadeur et agent plénipotentiaire allemand Edmund Veesenmayer et refuse un poste de ministre, mais reste membre du Parlement même après la prise du pouvoir par les Croix fléchées en octobre 1944, sans cependant prêter serment au dirigeant pro-nazi Szálasi. Il ne croit toujours pas les informations au sujet de la Shoah, comme le Protocole d'Auschwitz qui avait incité Horthy à arrêter les déportations de Juifs en juillet 1944 ; et même en mars 1945, après la fin du siège de Budapest, il croit que l'offensive soviétique peut être arrêtée au lac Balaton, et reste du côté de Szálasi jusqu'au bout.
Cependant, depuis 1942, son rôle politique est en fait faible. Il se consacre principalement à son rôle de direction de l'Institut scientifique Teleki Pál,
et ce poste lui permet d'établir des sauf-conduits pour des intellectuels et des artistes juifs.

## Condamnation
Devant l'avancée de l'armée soviétique, Hóman se réfugie en Allemagne et est fait prisonnier par l'armée américaine.
En 1946, un tribunal populaire hongrois lui reproche notamment d'avoir voté les lois juives et gardé son poste de député jusque sous le régime fasciste de Szálasi, et le condamne à l'emprisonnement à perpétuité en tant que criminel de guerre pour avoir voté en faveur de l'entrée en guerre contre l'Union soviétique au Conseil des ministres du 26 juin 1941, après le bombardement de Kassa (aujourd'hui Košice en Slovaquie) qui était vraisemblablement dû à des avions soviétiques égarés.
Même selon le nouvel ordre juridique de l'époque, être qualifié de criminel de guerre pour avoir voté une déclaration de guerre était absurde.
Ce qui lui permet d'éviter la condamnation à mort est notamment le fait que la plupart des témoins à décharge sont Juifs et attestent de ce qu'il les a sauvés.
Un autre témoignage notable est celui de Domokos Kosáry (en) affirmant, alors qu'il lui avait été proposé et qu'il avait refusé le rôle de procureur de ce tribunal populaire, que ce n'était pas par idéologie mais par appréciation erronée des forces respectives des grandes puissances que Hóman avait jugé bon que la Hongrie reste alliée de l'Allemagne.
Hóman est exclu de l'Académie hongroise des sciences en 1949, sous la pression du nouveau pouvoir communiste.

## Début de réhabilitation controversé
En 2001, ses restes retrouvés dans une tombe anonyme de la prison de Vác sont placés dans le caveau de sa famille à Tass, en présence du président de l'Académie hongroise des sciences Ferenc Glatz (en), du ministre du Patrimoine culturel national Zoltán Rockenbauer et du ministre de l'Éducation József Pálinkás (en).
En mars 2015, le tribunal de Budapest révise le jugement du tribunal populaire et innocente Hóman de la qualification de criminel de guerre, motivant principalement sa décision par l'absence de preuves qu'il ait volontairement commis ou fait commettre des crimes de guerre, faute notamment des procès-verbaux authentiques des Conseils des ministres.
En juillet 2015, le projet de la ville de Székesfehérvár d'ériger une statue de Hóman avec l'aide financière de l'État – malgré la politique du gouvernement Orbán de tolérance zéro envers l'antisémitisme – suscite les protestations de la Mazsihisz (communauté juive de Hongrie), du Congrès juif mondial, de l'association hongroise des professeurs d'histoire,, et de l'envoyé spécial pour surveiller et combattre l'antisémitisme du département d'État américain. En conséquence de ces critiques, le Premier ministre Viktor Orbán s'oppose à un financement public, et la Fondation Bálint Hóman promouvant l'érection de la statue en appelle aux dons privés et indique que son inauguration, initialement prévue le 29 décembre 2015, est retardée, puis que le projet de statue est abandonné.

## Principaux ouvrages historiques
- A magyar városok az Árpádok korában [« Les villes hongroises à l'époque des Árpád »], Budapest, 1908
- Magyar pénztörténet 1000–1325 [« Histoire de la monnaie hongroise, années 1000 à 1325 »], Budapest, 1916 [lire en ligne]
- A magyar királyság pénzügyei és gazdaságpolitikája Károly Róbert korában [« Finances et politique économique du royaume hongrois à l'époque de Charles Robert »], Budapest, 1921
- A Szent László-kori Gesta Ungarorum és a XII–XIII. századi leszármazói [« La Gesta Ungarorum de l'époque de saint Ladislas et ses dérivés des XIIe et XIIIe siècles »], Budapest, 1925
- A magyar hun hagyomány és hun monda [« La tradition hunnique hongroise et la légende hunnique hongroise »], Budapest, 1925
- A forráskutatás és forráskritika története [« Histoire de la recherche sur les sources et de la critique des sources »], Budapest, 1925
- Magyar történet [« Histoire hongroise »] (jusqu'à 1458, le reste par Gyula Szekfű (es)), Budapest, 1928
- Bálint Hóman, Gyula Szekfű et Károly Kerényi (dir.), Egyetemes történet [« Histoire universelle »], tomes I à IV, Budapest, 1935–1937[1]